# De Overtocht
De Overtocht is een beeld van beeldhouwer Paul Kingma in de Nederlandse gemeente Baarn.
Het beeld uit 1969 staat op een sokkel in de vijver bij Het Baarnsch Lyceum en de Waldheim-mavo. 

## Symboliek
Uitgangspunt voor Kingma was het verbeelden van een oever verlaten en een gaan naar het ongewisse. De school is daarbij een werkplaats ter voorbereiding op de levenstocht. 
Het beeld De Overtocht stelt een schip voor met een strak gesloten achterboeg als symbool van een voorbije levensperiode. De lijnen en figuren in het middenstuk leiden naar de glad gepolijste voorplecht die de reizigers verwacht.
Het beeld staat met de gesloten achterzijde gericht naar de ramen van de aula/kantine van de school. De boeg is gericht naar een opening tussen de vleugels en vaart als het ware vanuit de het scholencomplex naar de maatschappij waarvoor de leerlingen worden opgeleid.

## Locatie

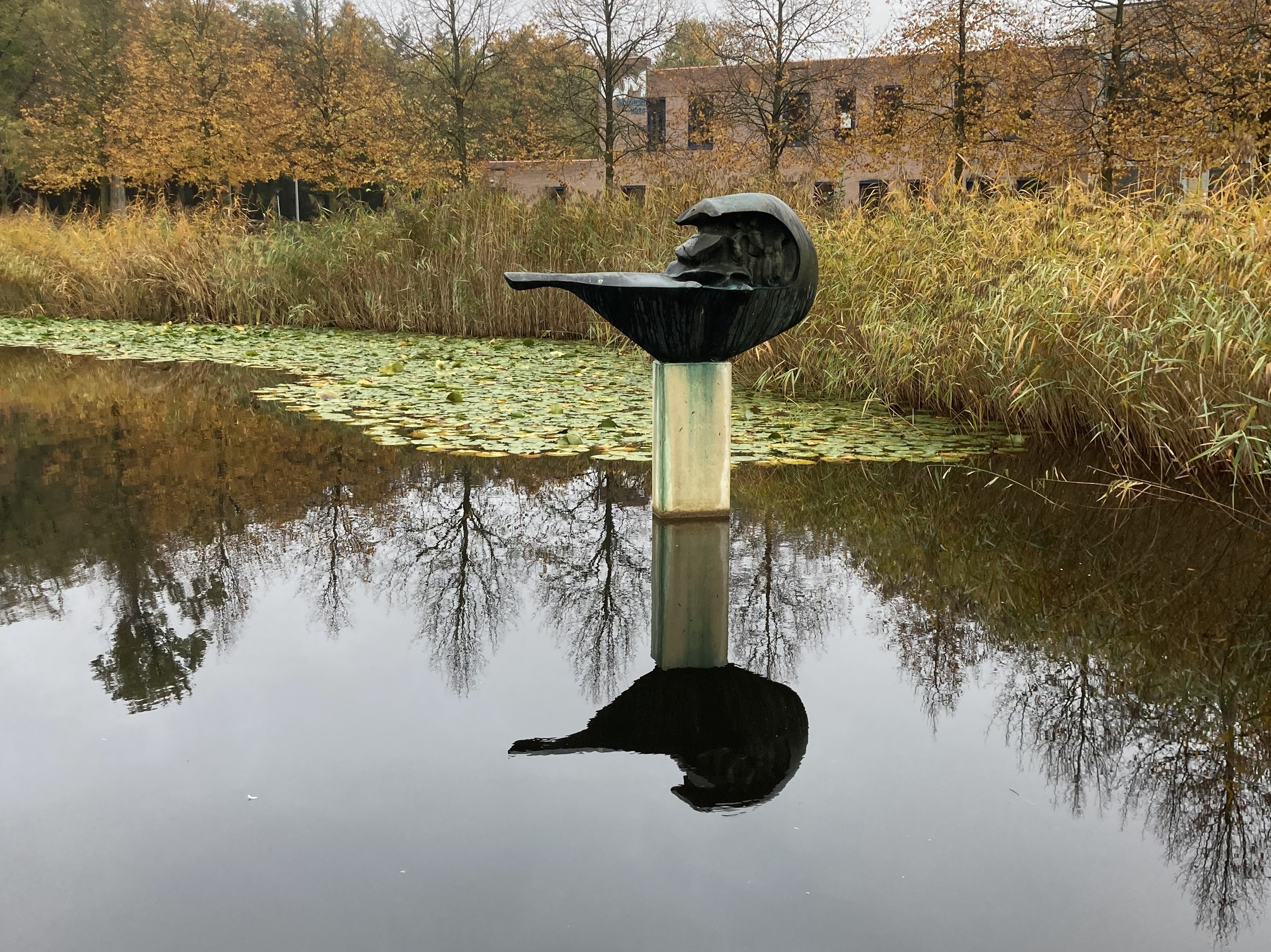
De Overtocht in de vijver

Het beeld stond reeds in de vijver van het vorige gebouw, dat rond 2010 werd gesloopt. De vorm van de vijver sluit aan  aan op de historische De Grote Kom en de Lindekom in het tegenover liggende Baarnse Bos.
De vijver (de ‘Kom van Oranje’) wordt omsloten door twee vleugels: links de vleugel van de Waldheim-mavo en rechts die van Het Baarnsch Lyceum. Daardoor kon opnieuw, overeenkomstig de wens van de beeldhouwer, het beeld in een vijver worden herplaatst. Het beeld staat iets meer naar rechts omdat het beeld behoort bij Het Baarnsch Lyceum. Zo bleef na plaatsing van het beeld de symbolische betekenis behouden.

## De Reis
Twee jaar na De overtocht zou Kingma het beeld De Reis maken dat in 1971 een plek kreeg op het Jaarbeursplein in Utrecht.